# Dark Gathering
Dark Gathering (ダークギャザリング, Dāku Gyazaringu) est un manga écrit et illustré par  Kenichi Kondō. La série est publiée au Japon depuis mars 2019 sur le magazine Jump Square de l'éditeur Shueisha. La série est publiée en France par Mana books à partir de février 2024. 
Une adaptation en série télévisée d'animation produite par le studio OLM est diffusée de juillet à décembre 2023.

## Synopsis
Keitarou attire depuis sa naissance, les esprits. Depuis qu'il a été impliqué dans un accident avec son ami d'enfance Eiko, il décide de vivre isolé de peur de blesser son entourage. Il décide par la suite de réintégrer la société en commençant un travail à temps partiel en tant que tuteur privé comme point de départ. Il rencontre Yoyoi, une fille avec un QI supérieur à 160 qui est également la cousine d'Eiko. Yoyoi a aussi le don de voir les esprits et est à la recherche en particulier de l'esprit qui a emporté sa mère. Le duo va chasser les esprits ensemble.

## Personnages
Yayoi Hōzuki (寶月 夜宵, Hōzuki Yayoi)
Voix japonaise : Yū Sasahara (ja)
Keitarō Gentōga (幻燈河 螢多朗, Gentōga Keitarō)
Voix japonaise : Nobunaga Shimazaki
Eiko Hōzuki (寶月 詠子, Hōzuki Eiko)
Voix japonaise : Kana Hanazawa
Ai Kamiyo (神代 愛依, Kamiyo Ai)
Voix japonaise : Rina Kawaguchi (ja)

## Manga
Dark Gathering est publié au Japon depuis le 4 mars 2019 dans le magazine Jump Square. L'éditeur Shueisha publie la série sous format tankōbon à partir du 4 juin 2019. Le 4 août 2025, 18 volumes ont été publiés.
En France, les éditions  Mana books sortent les deux premiers tomes du manga le 1er février 2024.

### Liste des volumes
| no | Japonais         | Japonais          | Français         | Français          |
| no | Date de sortie   | ISBN              | Date de sortie   | ISBN              |
| --- | ---------------- | ----------------- | ---------------- | ----------------- |
| 1 | 4 juin 2019      | 978-4-08-881856-6 | 1er février 2024 | 979-1-03-550496-0 |
| Liste des chapitres : - Chapitre 1 : Yayoi Hozuki - Chapitre 2 : Keitaro Gentoga - Chapitre 3 : Ensemble                              |                  |                   |                  |                   |
| 2 | 4 octobre 2019   | 978-4-08-882089-7 | 1er février 2024 | 979-1-03-550497-7 |
| Liste des chapitres : - Chapitre 4 : Eiko Hozuki - Chapitre 5 : Nouvelle élève - Chapitre 6 : La promesse - Chapitre 7 : Envoùtée     |                  |                   |                  |                   |
| 3 | 4 février 2020   | 978-4-08-882214-3 | 4 avril 2024     | 979-1-03-550511-0 |
| Liste des chapitres : - Chapitre 8 : Le tunnel S - Chapitre 9 : Ai Kamiyo - Chapitre 10 : Promise à un dieu - Chapitre 11 : Sacrilège |                  |                   |                  |                   |
| 4 | 4 juin 2020      | 978-4-08-882323-2 | 6 juin 2024      | 979-1-03-550527-1 |
| 5 | 2 octobre 2020   | 978-4-08-882441-3 | 22 août 2024     | 979-1-03-550544-8 |
| 6 | 4 février 2021   | 978-4-08-882559-5 | 5 décembre 2024  | 979-1-03-550563-9 |
| 7 | 4 juin 2021      | 978-4-08-882677-6 | 20 février 2025  | 979-1-03-550583-7 |
| 8 | 4 novembre 2021  | 978-4-08-882830-5 | 17 avril 2025    | 979-1-03-550667-4 |
| 9 | 4 mars 2022      | 978-4-08-883054-4 | 19 juin 2025     | 979-1-03-550680-3 |
| 10 | 4 août 2022      | 978-4-08-883205-0 | 21 août 2025     | 979-1-03-550700-8 |
| 11 | 2 décembre 2022  | 978-4-08-883295-1 | 16 octobre 2025  | 979-1-03-550713-8 |
| 12 | 4 avril 2023     | 978-4-08-883456-6 | 4 décembre 2025  | 979-1-03-550721-3 |
| 13 | 4 août 2023      | 978-4-08-883534-1 |                  |                   |
| 14 | 4 décembre 2023  | 978-4-08-883720-8 |                  |                   |
| 15 | 2 mai 2024       | 978-4-08-883891-5 |                  |                   |
| 16 | 4 septembre 2024 | 978-4-08-884180-9 |                  |                   |
| 17 | 4 janvier 2025   | 978-4-08-884333-9 |                  |                   |
| 18 | 4 août 2025      | 978-4-08-884619-4 |                  |                   |

## Anime
L'adaptation en anime est annoncée en juillet 2022. Elle est réalisée au sein du studio OLM et réalisé par Hiroshi Ikehata. La série est scénarisée par Shigeru Murakoshi, le design des personnages est réalisé par Shinya Segawa et la musique est composée par Kohta Yamamoto, Shun Narita, and Yūsuke Seo,,. La série est répartie en deux cours non-consécutifs et le premier est diffusé du 10 juillet au 25 décembre 2023 sur Tokyo MX et d'autres chaines. Pour les francophones, la série est sortie sur la plateforme ADN. 
Luz interprète le générique du début intitulé Kakuriyo (幽世), tandis que Kana Hanazawa interprète le générique de fin intitulé Haiiro (灰色). Hanazawa interprète également le deuxième générique de fin, débutant à l'épisode 13, intitulé Intaglio (インタリオ, Intario).

### Liste des épisodes
| No | Titre français                            | Titre japonais      | Titre japonais                | Date de 1re diffusion |
| No | Titre français                            | Kanji               | Rōmaji                        | Date de 1re diffusion |
| -- | ----------------------------------------- | ------------------- | ----------------------------- | --------------------- |
| 1  | Une rencontre glaçante                    | 寶月夜宵            | Hōzuki Yayoi                  | 10 juillet 2023       |
| 2  | Purification                              | 幻燈河螢多朗        | Gentōga Keitarō               | 17 juillet 2023       |
| 3  | Confiance et malédiction                  | ふたり              | Futari                        | 24 juillet 2023       |
| 4  | Torride étreinte                          | 寶月詠子            | Hōzuki Eiko                   | 31 juillet 2023       |
| 5  | Activité de groupe                        | 新入生歓迎会        | Shinnyūsei kangeikai          | 7 août 2023           |
| 6  | Promesse                                  | 約束                | Yakusoku                      | 14 août 2023          |
| 7  | Tunnel S                                  | Sトンネル           | S Tonneru                     | 21 août 2023          |
| 8  | La fiancée de Dieu                        | 神の花嫁            | Kami no hanayome              | 28 août 2023          |
| 9  | Le kami maudit                            | 瀆神                | Tokushin                      | 4 septembre 2023      |
| 10 | Dans tout le Japon                        | 日本全土            | Nihon zendo                   | 11 septembre 2023     |
| 11 | Ruines du château H - Rang S              | H城址-危険度S       | H Jōshi kiken-do S            | 18 septembre 2023     |
| 12 | Ruines du château H - l'Évolué            | H城址-卒業生        | H Jōshi sotsugyōsei           | 25 septembre 2023     |
| 13 | Libération                                | 出獄                | Shutsugoku                    | 2 octobre 2023        |
| 14 | Vieux tunnel F                            | 旧Fトンネル         | Kyū F tonneru                 | 9 octobre 2023        |
| 15 | Tunnel antique F                          | 旧旧Fトンネル       | Kyū kyū F                     | 16 octobre 2023       |
| 16 | Propriété                                 | 物件                | Bukken                        | 23 octobre 2023       |
| 17 | La demeure de l'annonciation              | 受胎告知の家        | Jutai kokuchi no ie           | 30 octobre 2023       |
| 18 | L'avant-jour                              | 朝の黄昏            | Asa no tasogare               | 6 novembre 2023       |
| 19 | Ascension                                 | 登楼                | Tōrō                          | 13 novembre 2023      |
| 20 | Vieille écluse I - Rancune de l'innocence | 旧I水門/無垢の怨念  | Kyū I Suimon / Muku no Onnen  | 20 novembre 2023      |
| 21 | Vieille écluse I - Âme resplendissante    | 旧I水門/瑰麗        | Kyū I Suimon / Kairei         | 27 novembre 2023      |
| 22 | Vieille écluse I - Le Passage enflammé    | 旧I水門/炎の廓      | Kyū I Suimon / Honō no kuruwa | 4 décembre 2023       |
| 23 | Les mystères de l'école - Cache-cache     | 学校の怪談/鬼ごっこ | Gakkō no kaidan / Onigokko    | 11 décembre 2023      |
| 24 | Les mystères de l'école - Cauchemar       | 学校の怪談/悪夢     | Gakkō no kaidan / Akumu       | 18 décembre 2023      |
| 25 | Rassemblement des ténèbres                | 闇に集う            | Yami ni tsudō                 | 25 décembre 2023      |

### Annotations
1. ↑  Les titres français de l'adaptation en anime proviennent de Animation Digital Network.

### Œuvres
Édition japonaise
1. 1 2  (ja) « ダークギャザリング 1 », sur Shueisha (consulté le 24 novembre 2022)
2. 1 2  (ja) « ダークギャザリング 2 », sur Shueisha (consulté le 24 novembre 2022)
3. 1 2  (ja) « ダークギャザリング 3 », sur Shueisha (consulté le 24 novembre 2022)
4. 1 2  (ja) « ダークギャザリング 4 », sur Shueisha (consulté le 24 novembre 2022)
5. 1 2  (ja) « ダークギャザリング 5 », sur Shueisha (consulté le 24 novembre 2022)
6. 1 2  (ja) « ダークギャザリング 6 », sur Shueisha (consulté le 24 novembre 2022)
7. 1 2  (ja) « ダークギャザリング 7 », sur Shueisha (consulté le 24 novembre 2022)
8. 1 2  (ja) « ダークギャザリング 8 », sur Shueisha (consulté le 24 novembre 2022)
9. 1 2  (ja) « ダークギャザリング 9 », sur Shueisha (consulté le 24 novembre 2022)
10. 1 2  (ja) « ダークギャザリング 10 », sur Shueisha (consulté le 24 novembre 2022)
11. 1 2  (ja) « ダークギャザリング 11 », sur Shueisha (consulté le 24 novembre 2022)
12. 1 2  (ja) « ダークギャザリング 12 », sur Shueisha (consulté le 22 février 2023)
13. 1 2  (ja) « ダークギャザリング 13 », sur Shueisha (consulté le 29 juin 2023)
14. 1 2  (ja) « ダークギャザリング 14 », sur Shueisha (consulté le 12 novembre 2023)
15. 1 2  (ja) « ダークギャザリング 15 », sur Shueisha (consulté le 24 mars 2024)
16. 1 2  (ja) « ダークギャザリング 16 », sur Shueisha (consulté le 18 juillet 2024)
17. 1 2  (ja) « ダークギャザリング 17 », sur Shueisha (consulté le 19 novembre 2024)
18. 1 2  (ja) « ダークギャザリング 18 », sur Shueisha (consulté le 17 juin 2025)

Édition française
1. 1 2  « Dark Gathering Vol.1 », sur manga-news (consulté le 10 décembre 2023)
2. 1 2  « Dark Gathering Vol.2 », sur manga-news (consulté le 10 décembre 2023)
3. 1 2  « Dark Gathering Vol.3 », sur manga-news (consulté le 24 mars 2024)
4. 1 2  « Dark Gathering Vol.4 », sur manga-news (consulté le 11 avril 2024)
5. 1 2  « Dark Gathering Vol.5 », sur manga-news (consulté le 12 mai 2024)
6. 1 2  « Dark Gathering Vol.6 », sur manga-news (consulté le 20 octobre 2024)
7. 1 2  « Dark Gathering Vol.7 », sur manga-news (consulté le 20 octobre 2024)
8. 1 2  « Dark Gathering Vol.8 », sur manga-news (consulté le 4 janvier 2025)
9. 1 2  « Dark Gathering Vol.9 », sur manga-news (consulté le 2 avril 2025)
10. 1 2  « Dark Gathering Vol.10 », sur manga-news (consulté le 15 mai 2025)
11. 1 2  « Dark Gathering Vol.11 », sur manga-news (consulté le 17 juin 2025)
12. 1 2  « Dark Gathering Vol.12 », sur manga-news (consulté le 17 juin 2025)